# Zond 1
Zond 1  je bila prva letjelica iz sovjetske serije Zond.
Ovo je bila druga sovjetska letjelica koja je posjetila Veneru, no misija nije uspjela zbog kvara na letjelici.
Sonda je sadržavala 90-centimetarsku kapsulu za slijetanje u kojoj su bili instrumenti za kemijsku analizu atmosfere, mjerenja površinskih stijena uz pomoć gama-zraka, fotometar, mjerači temperature i pritiska, te senzori gibanja/vibracija, u slučaju da sonda aterira na tekuću povrsinu.
Letjelica (Venera 3MV-1) je lansiranja 2. travnja 1964. s kozmodroma Bajkonur.
Tijekom leta prema Veneri, polagano curenje zraka iz senzora je dovelo do kvara. 
Nakon ovog kvara, komunikacija je održavana uz pomoć odašiljača unutar kapsule za slijetanje. Uspješno su obavljena, te poslana na Zemlju, mjerenja svemirskog zračenja te spektometarska mjerenja atoma vodika.
Dva mjeseca prije susreta s Venerom, 14. svibnja 1964., došlo je do potpunog prekida komunikacije s letjelicom. Letjelica je 14. srpnja prošla na 100,000 km od Venere te ušla u heliocentričnu orbitu.

## Vanjske poveznice
- (engl.) Astrolink description of spacecraft and payload
- (engl.) NSSDC spacecraft info  Arhivirana inačica izvorne stranice od 11. studenoga 2007. (Wayback Machine)